# Heterostemon conjugatus
Heterostemon conjugatus är en ärtväxtart som beskrevs av George Bentham. Heterostemon conjugatus ingår i släktet Heterostemon och familjen ärtväxter. Inga underarter finns listade i Catalogue of Life.